# Exploits River
Der Exploits River ist ein Fluss, der durch den zentralen Teil der vor der kanadischen Atlantikküste liegenden Insel Neufundland fließt. 

## Flusslauf
Er hat eine Länge von 115 km und entwässert ein Gebiet von 10.241 km². Er bildet den Abfluss des abflussregulierten Beothuk Lake (ehemals bekannt als "Red Indian Lake"). Mit dem Quellfluss Lloyds River ist er mit 322 km der längste Fluss auf Neufundland. Er mündet in der Nähe von Botwood in die Bay of Exploits. 
Bei Grand Falls-Windsor und Bishop’s Falls gibt es Wasserkraftwerke, die im Besitz der Provinz sind und von Newfoundland and Labrador Hydro, einer Tochtergesellschaft von Nalcor Energy, betrieben werden. Wichtige Industriezweige in diesem Gebiet sind Forstwirtschaft und Bergbau. 
Am Flussufer lebte das Volk der Beothuk, das in der Nähe des Red Indian Lake ein Winterlager hatte. Den Sommer verbrachte es mit Fischerei an der Bay of Exploits, indem es den Fluss als Reiseweg benutzte.

## Hydrologie
Der Exploits River weist bei Grand Falls, 31 km oberhalb der Mündung, einen mittleren Abfluss von 272 m³/s auf. Die höchsten monatlichen Abflüsse treten gewöhnlich im Mai mit im Mittel 470 m³/s auf. 2003 erzwang ein Hochwasser des Exploits River die Evakuierung der Ortschaft Badger.

## Flussfauna
Der Fluss dient als Laichplatz für den Atlantischen Lachs und andere Fische. Der Bestand an Lachsen erhöhte sich deutlich nach dem Einbau von Fischtreppen, weil dadurch vorher unzugängliche Abschnitte des Flusses für die Fische erreichbar wurden. Im Flusssystem des Exploits River kommen wahrscheinlich folgende weitere Fischarten vor: Bachsaibling, Wandersaibling, Dreistachliger und Neunstachliger Stichling, Arktischer Stint, Amerikanischer Aal sowie das Meerneunauge.
Weitere typische Wasserbewohner sind Kanadischer Biber, Bisamratte und Nordamerikanischer Fischotter sowie Lithobates clamitans, eine auf der Insel Neufundland eingeschleppte Froschart. Im Flusstal leben Wald-Karibus, Elche und Schwarzbären.